# Peugeot 206
Peugeot 206 – samochód osobowy klasy aut miejskich produkowany przez francuską markę Peugeot w latach 1998 – 2009.

## Historia i opis modelu

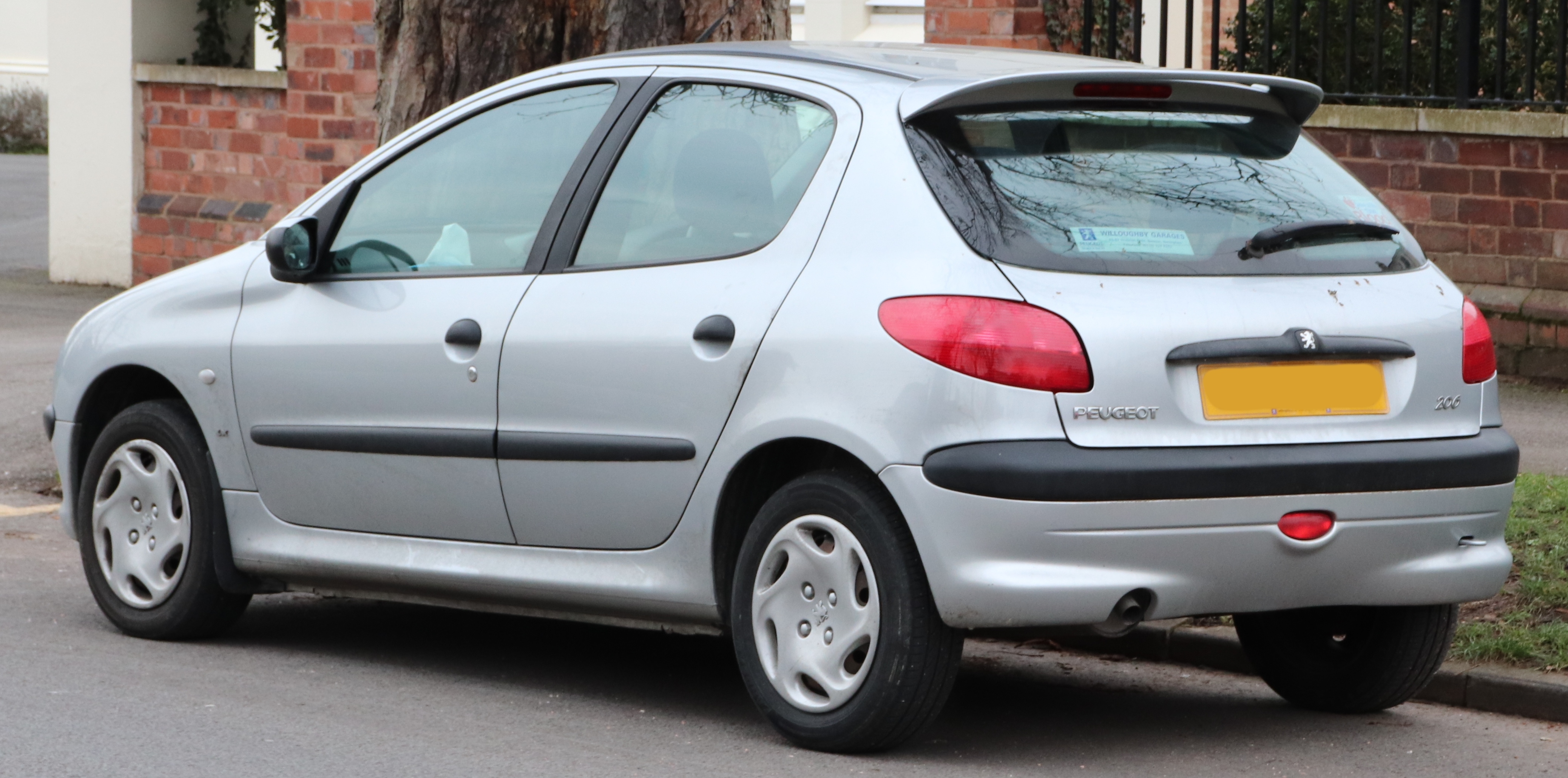
Peugeot 206 - tył

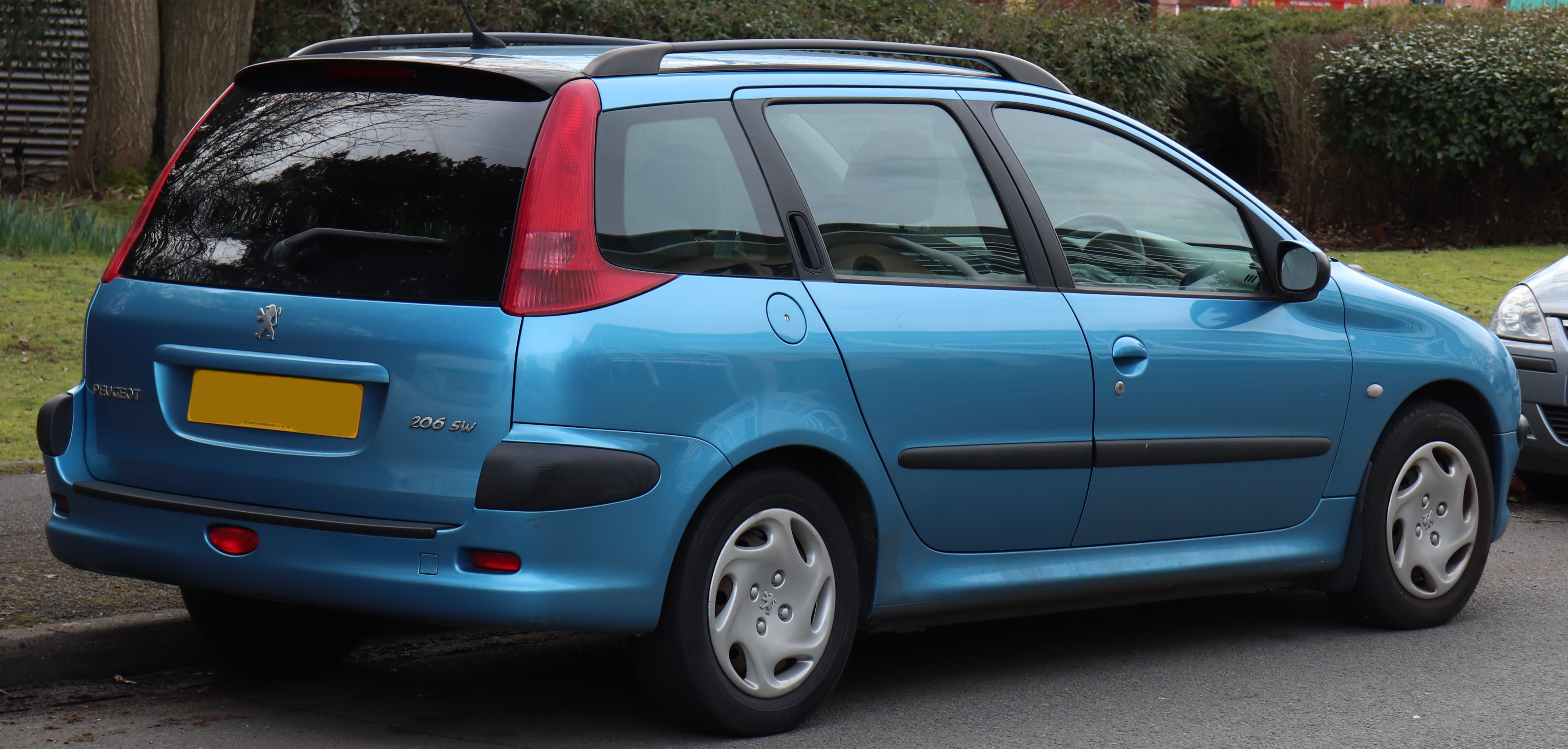
Peugeot 206 SW

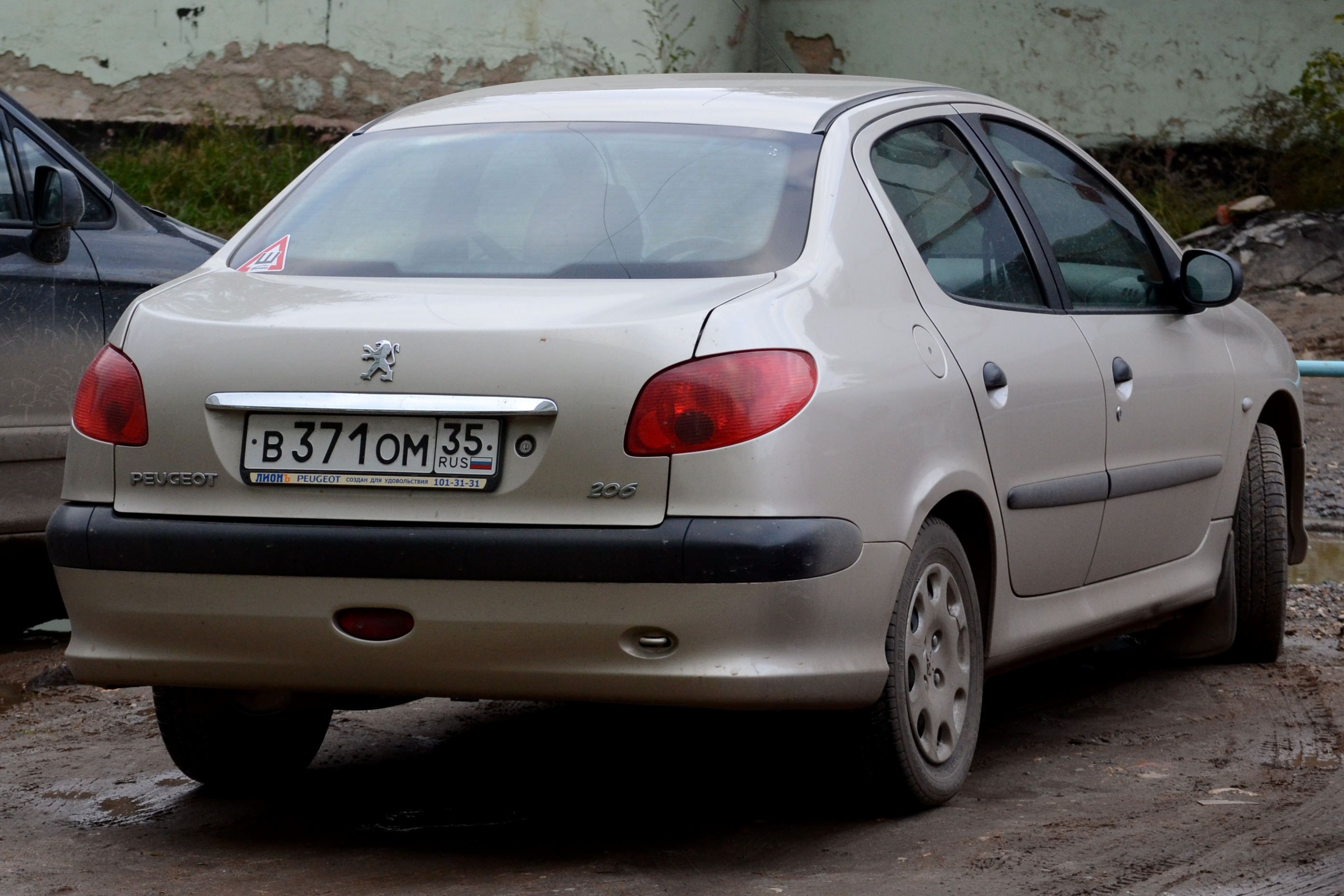
Peugeot 206 Sedan

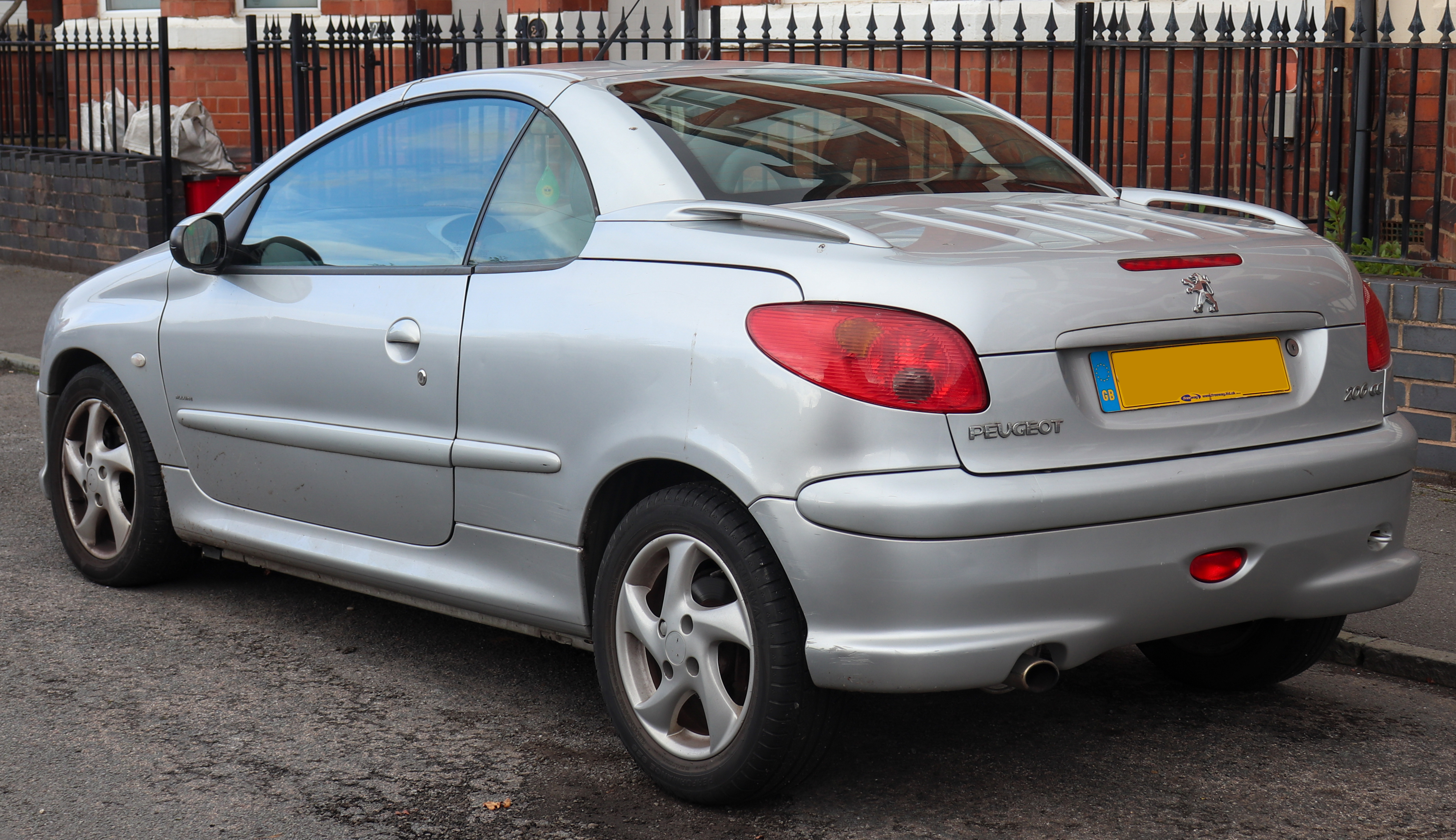
Peugeot 206 CC

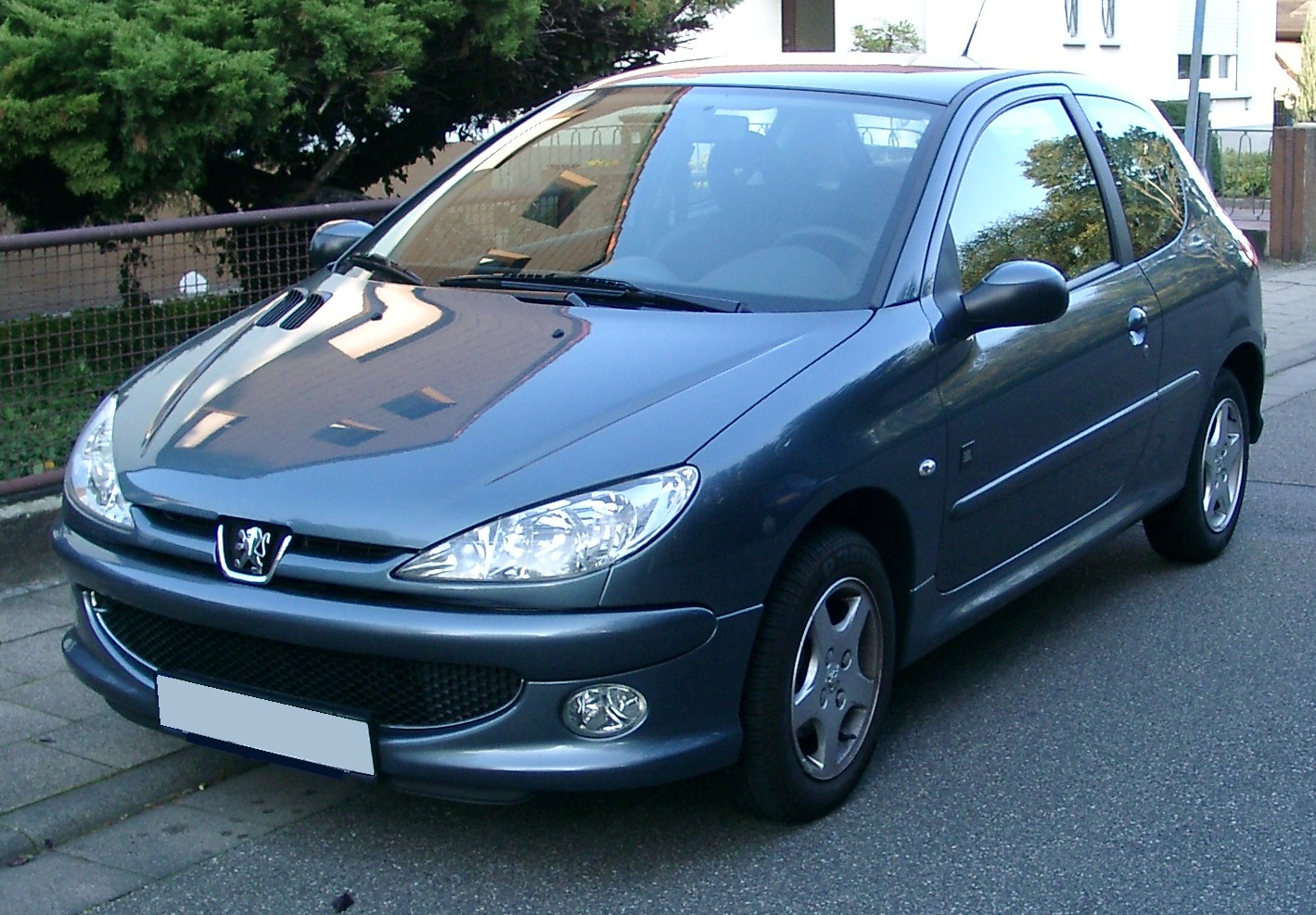
Peugeot 206 po liftingu

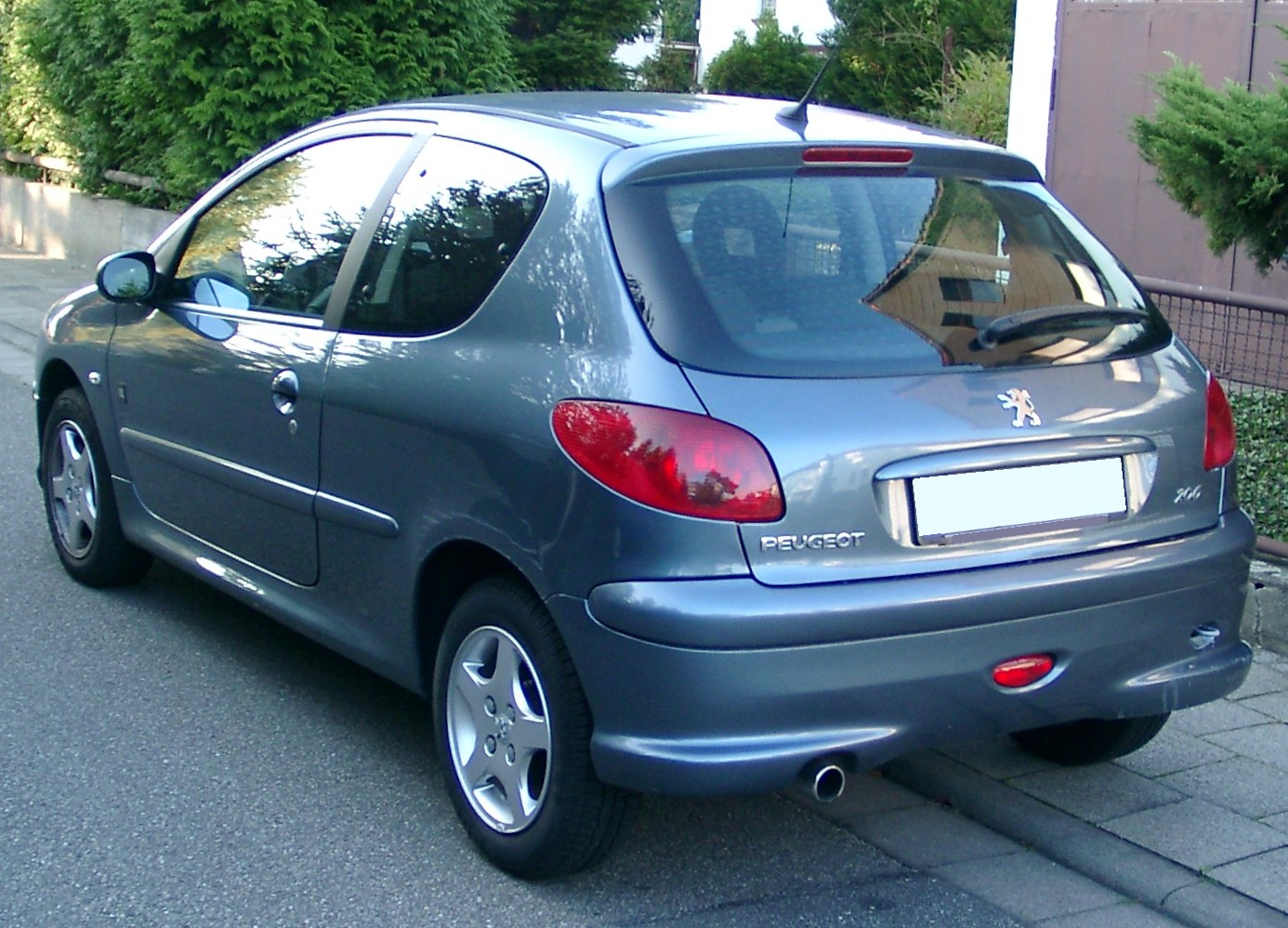
Peugeot 206 - tył po liftingu

Samochód został zaprezentowany w 1998 roku jako trzy- i pięciodrzwiowy hatchback. Na początku oferowano je z silnikami benzynowymi o pojemnościach: 1124 (60 KM), 1360 (75 KM) i 1560 cm³ (90 KM), oraz silnikiem Diesla 1868 cm³ i mocy 70 KM. 
Rok później dołączyła wersja sportowa nazwana S16 z silnikiem o pojemności 1997 cm³ i mocy 135 KM, oraz 2-drzwiowe cabrio-coupe z elektrycznie składanym, dzielonym, sztywnym dachem, zwane CC. Ten sam silnik otrzymała limitowana wersja GT (Grand Tourisme), która została wyprodukowana, aby można było homologować model 206 jako auto rajdowe klasy WRC. Wersja ta była dłuższa od standardowej 206-tki dzięki zmienionym zderzakom, było to wymagane przepisami, które stanowiły, że auta WRC muszą mieć minimum 4 metry długości. Każdy z 4000 wyprodukowanych egzemplarzy posiadał tabliczki z indywidualnym numerem seryjnym na słupku B. 
W 2000 roku do silnika Diesla 1,9 l dołączył nowy silnik wysokoprężny 2,0 HDI o pojemności 1997 cm³, technologią common rail i mocy 90 KM. W plebiscycie na Europejski Samochód Roku 1999 model zajął 3. pozycję (za Fordem Focusem i Oplem Astrą G).
W 2001 roku zaprezentowano nową wersje nadwoziową: 5-drzwiowe kombi zwane SW. Pojawił się też nowy szesnastozaworowy silnik benzynowy o pojemności 1587 i mocy 109 KM, zastępując jednostkę o mocy 90 KM. Silnik 1,9D zastąpiono nową jednostką 1,4 HDI o poj. 1398 cm³ (68 KM), jednakże jednostka 1,9D była dostępna do roku 2003. Do modeli wprowadzono instalację multipleksową (skrót: MUX).
W 2003 roku 206-ka przeszła niewielki facelifting. Zastosowano gładkoszybowe przednie reflektory H7 (wcześniej tylko w wyższych wersjach wyposażenia), nowe lampy tylne oraz zderzaki, modyfikacje podwozia, lepsze materiały wykończeniowe oraz bogatsze standardowe wyposażenie. Pojawiła się też usportowiona wersja RC z silnikiem 2,0 l o mocy 177 KM. Rok później silnik 1,4 l oprócz wersji 75-konnej otrzymał wersję o mocy 90 KM. Pojawił się też jeszcze jeden diesel 1,6 HDI (1560 cm³) i mocy 110 KM.
W 2005 roku zaprezentowano wersję sedan, która jest produkowana przez kompanię Iran Khodro z Iranu. Zmniejszono także ilość wersji wyposażenia oraz gamę silników.
2006 rok był końcem produkcji wersji S16 oraz RC. W 2007 roku zakończono produkcję 206cc oraz 206 SW. 
Na początku 2009 roku zaprezentowano zmodernizowaną odmianę tego modelu, nazwaną Peugeot 206+. Zmiany objęły głównie nadwozie samochodu, gdzie zastosowano zderzak przedni oraz lampy nawiązujące do ówczesnej linii stylistycznej firmy Peugeot. W tylnej części nadwozia zastosowano nowy zderzak oraz tylne światła o zmienionym wzorze klosza. We wnętrzu odświeżono deskę rozdzielczą.
Po zakończeniu produkcji w Europie, w Chinach znacznie przestylizowany Peugeot 206 jest sprzedawany jako Citroën C2 (model ten nie ma nic wspólnego z europejskim Citroënem C2).

### Seryjne wersje wyposażeniowe od października 2005
- XR
- XR Presence
- X-Line / X-Line Clim
- XT
- XT Premium
- XS
- S16 (na niektórych rynkach jako GTI)
- RC (z kierownicą po prawej stronie jako GTI 180)
- Quiksilver (w kooperacji z australijską firmą o tej samej nazwie)
- Roland Garros

- Urban
- Trendy

### Specjalne wersje wyposażenia
- XBOX 360
- GT (limitowana do 4000 sztuk)
- Husky
- Mistral
- Oxygen
- Griffe
- Pop Art (2003)
- Pop Art Clim (2004)
- Génération - Seria specjalna na zakończenie produkcji
- WRC EDITION (2003) - 100 sztuk na rynek niemiecki
- WRC EDITION 2 (2004) - 100 sztuk na rynek niemiecki plus 100 sztuk na rynek holenderski

Opcjonalne wyposażenie pojazdu obejmowało m.in. elektrycznie sterowane szyby i lusterka (opcjonalnie elektrycznie składane), radio ze zmieniarką CD, Radionawigację RT3, klimatyzację automatyczną, ABS, ESP, 6 poduszek powietrznych z wyłącznikiem, czujnik deszczu, autoalarm, elektrycznie sterowany panoramiczny dach oraz zwykły szyberdach.

### Silniki
| Wersja                | Silnik:                          | Układ zasilania:     | Średnica × skok tłoka: | St. sprężania:     | Moc maksymalna:                    | Maks. moment obrotowy      | 0-100 km/h:        | V-max:             |
| Silniki benzynowe:    | Silniki benzynowe:               | Silniki benzynowe:   | Silniki benzynowe:     | Silniki benzynowe: | Silniki benzynowe:                 | Silniki benzynowe:         | Silniki benzynowe: | Silniki benzynowe: |
| --------------------- | -------------------------------- | -------------------- | ---------------------- | ------------------ | ---------------------------------- | -------------------------- | ------------------ | ------------------ |
| 1.1                   | R4 1,1 l (1124 cm³), SOHC        | wtrysk wielopunktowy | 72,00 mm × 69,00 mm    | 10,2:1             | 60 KM (44 kW) przy 5500 obr./min   | 91 N•m przy 3200 obr./min  | 15,2 s             | 158 km/h           |
| 1.4 8V                | R4 1,4 l (1360 cm³), SOHC        | wtrysk wielopunktowy | 75,00 mm × 77,00 mm    | 10,2:1             | 75 KM (55 kW) przy 5500 obr./min   | 111 N•m przy 3400 obr./min | 13,4 s             | 170 km/h           |
| 1.4 16V               | R4 1,4 l (1360 cm³), DOHC        | wtrysk wielopunktowy | 75,00 mm × 77,00 mm    | 10,5:1             | 90 KM (66 kW) przy 5250 obr./min   | 133 N•m przy 3250 obr./min | 10,9 s             | 179 km/h           |
| 1.6 8V                | R4 1,6 l (1587 cm³), SOHC        | wtrysk Bo-Mot MP 7.2 | 78,50 mm × 82,00 mm    | 10,2:1             | 90 KM (66 kW) przy 5600 obr./min   | 135 N•m przy 3000 obr./min | 10,6 s             | 180 km/h           |
| 1.6 16V               | R4 1,6 l (1587 cm³), DOHC        | wtrysk wielopunktowy | 78,50 mm × 82,00 mm    | 11,0:1             | 110 KM (81 kW) przy 5800 obr./min  | 149 N•m przy 4000 obr./min | 9,9 s              | 196 km/h           |
| 2.0 GTI/S16           | R4 2,0 l (1997 cm³), DOHC        | wtrysk wielopunktowy | 85,00 mm × 88,00 mm    | 10,8:1             | 136 KM (100 kW) przy 6000 obr./min | 190 N•m przy 4100 obr./min | 8,4 s              | 210 km/h           |
| 2.0 RC                | R4 2,0 l (1997 cm³), DOHC        | wtrysk wielopunktowy | 85,00 mm × 88,00 mm    | 11,0:1             | 177 KM (130 kW) przy 7000 obr./min | 202 N•m przy 4750 obr./min | 7,4 s              | 220 km/h           |
| Silniki wysokoprężne: |                                  |                      |                        |                    |                                    |                            |                    |                    |
| 1.4 HDi               | R4 1,4 l (1398 cm³), SOHC, turbo | wtrysk common rail   | 73,70 mm × 82,00 mm    | 17,9:1             | 68 KM (50 kW) przy 4000 obr./min   | 150 N•m przy 1500 obr./min | 14,7 s             | 168 km/h           |
| 1.9 D                 | R4 1,9 l (1868 cm³), SOHC        | pompa wtryskowa      | 82,20 mm × 88,00 mm    | 23,0:1             | 70 KM (52 kW) przy 4600 obr./min   | 125 N•m przy 2500 obr./min | 16,1 s             | 161 km/h           |
| 2.0 HDi               | R4 2,0 l (1997 cm³), SOHC, turbo | wtrysk common rail   | 85,00 mm × 88,00 mm    | 17,6:1             | 90 KM (66 kW) przy 4000 obr./min   | 205 N•m przy 1900 obr./min | 12,6 s             | 180 km/h           |
| 1.6 HDi               | R4 1,6 l (1560 cm³), DOHC, turbo | wtrysk common rail   | 75,00 mm × 88,30 mm    | 18,0:1             | 110 KM (81 kW) przy 4000 obr./min  | 244 N•m przy 1750 obr./min | 10,8 s             | 180 km/h           |

## Sprzedaż w Polsce
| Rok  | Pozycja | Ilość sprzedanych sztuk | Udział w rynku |
| ---- | ------- | ----------------------- | -------------- |
| 2000 | 10      | 11 534                  | 2,4%           |
| 2001 | 7       | 10 489                  | 3,2%           |
| 2002 | 4       | 11 975                  | 3,9%           |
| 2003 | 8       | 13 023                  | 3,6%           |
| 2004 | 10      | 9 447                   | 2,8%           |
| 2005 | 9       | 5 586                   | 2,2%           |